# Sadan
Sadan is een bestuurslaag in het regentschap Lahat van de provincie Zuid-Sumatra, Indonesië. Sadan telt 1401 inwoners (volkstelling 2010).